# Euglossa nanomelanotricha
Euglossa nanomelanotricha är en biart som ingår i tribuset orkidébin och familjen långtungebin. Arten upptäcktes så sent som 2009.

## Beskrivning
Hittills har endast honan beskrivits, men i samma rapport anges det att hanens allmänna utseende liknar honans. Hon är ett medellångt bi med en kroppslängd omkring 12 mm, blåaktigt ansikte, grönaktig hjässa samt mörkblå mellankropp och bakkropp, dock med bakre delen av tergit (ovansidans bakkroppssegment) 2 till 5 grönaktiga. På första sterniten (undersidans bakkroppssegment) har den sparsam svart och brungul behåring, medan ovansidan i allmänhet har gulbruna hår (med undantag av bland annat delar av mellankroppen och tergit 1, som har svag, svart behåring).

## Ekologi
På grund av att arten är så pass ny, är litet känt om dess vanor. Den har emellertid iakttagits på bomullsblommor.

## Utbredning
Hittills har arten påträffats i de brasilianska delstaterna Alagoas, Paraíba, Pernambuco och Sergipe.